# Эфрины
Эфрины — семейство белков, являющихся лигандами эфриновых рецепторов (eph-рецепторов). Сигнальные взаимодействия эфринов и eph-рецепторов играют важную роль в аксональном наведении, определении топографии связей в развивающейся нервной системе, но отмечена их роль и за её пределами — например, при ангиогенезе. Эфрины представляют собой присоединяющиеся к мембране белки длиной 205—340 аминокислот.

## Классификация EPH и эфринов
Эфрины-лиганды делятся на 2 подкласса: А-эфрины и B-эфрины. Данная классификация основана на их структуре и типе присоединения к мембране клетки. А-эфрины сцеплены с мембраной при помощи гликозилфосфатидилинозитольного "хвоста". B-эфрины присоединены к мембране с помощью одиночного трансмембранного домена, содержащего короткий PD2-соединяющий мотив. Гены, кодирующие A- и B- эфрины, называются EFNA и EFNB соответственно. Эфриновые рецепторы, в свою очередь, также делят на EPHA и EPHB, исходя из их способности связывать лиганды — A-эфрины и B-эфрины.
Из восьми известных эфринов человека существуют 5 А-эфринов (эфрин А1-5), взаимодействующих с девятью EPHA, и 3 B-эфрина (эфрин B1-3), взаимодействующих с пятью EPHB (EPHB1-4 и EPHB6). Eph определенного подкласса демонстрируют возможность связи со всеми эфринами соответствующего подкласса, но, как правило, они не могут образовывать связи с эфринами противоположного подкласса. Хотя из этого правила соединения Eph и эфринов есть и исключения: например, эфрин B3 может присоединяться к EPHA4 и активировать его, а эфрин A5 может образовать связь с EPHB2. EPHA и А-эфрины обычно образуют связи с высоким сродством, так как A-эфрины присоединяются к EPHA с помощью механизма "ключ-замок", в ходе чего происходит небольшое конформационное изменение EPHA. В отличие от EPHA, EPHB образуют связи с меньшим сродством, так как при этом действует механизм индуцированного соответствия, и при соединении с эфрином рецепторы претерпевают гораздо большие изменения.

## Функции на протяжении развития организма

### Управление аксонами
Во время развития центральной нервной системы сигнальная функция Eph и эфринов играет важнейшую роль в опосредовании контактов между аксонами и их пунктами назначения. Eph и эфрины управляют аксонами благодаря своей возможности уменьшать срок жизни конусов роста аксонов, благодаря чему растущие аксоны "отпугиваются" от участков, где экспрессируются эфрины. Конусы роста перемещающихся аксонов реагируют не на абсолютный уровень Eph и эфринов на клетках, связываемых ими, а на относительный; это позволяет аксонам, на которых экспрессируются эфрины либо Eph, двигаться по градиенту эфрин- или Eph-эспрессирующих клеток до тех пор, пока конус роста аксона не будет полностью ингибирован.
Несмотря на то, что Eph-эфрин активация чаще всего сопровождается низким сроком существования конуса роста, недавно было выяснено, что этот срок зависит не просто от активации Eph и эфринов, но скорее от соотношения "прямых" сигналов от эфриновых рецепторов и "обратных" сигналов от эфринов.

## Гены эфринов человека
- EFNA1, EFNA2, EFNA3, EFNA4, EFNA5
- EFNB1, EFNB2, EFNB3